# Curticantharis thermophila
Curticantharis thermophila là một loài bọ cánh cứng trong họ Cantharidae. Loài này được Zhang miêu tả khoa học năm 1989.